# Aphytocerus communis
Aphytocerus communis is een keversoort uit de familie spinthoutkevers (Cerophytidae). De wetenschappelijke naam van de soort werd in 1977 gepubliceerd door Vladimir Vasilievich Zherichin.